# Diego Antonio Francés de Urritigoiti
Diego Antonio Francés de Urritigoiti y Lerma (Zaragoza, 1603 - Tarazona, 7 de abril de 1682) fue un religioso y escritor español. Fue rector de la Universidad de Zaragoza (1648) así como obispo de Barbastro (1656), Teruel (1673) y Tarazona (1673-1682).

## Vida
Era hijo de Martín Francés de Urrutigoyti, infanzón aragonés, administrador de las Generalidades y consejero de la ciudad de Zaragoza, y de Petronila de Lerma y Sala. Fueron hermanos suyos Martín Francés de Urrutigoyti y Lerma, Tesorero general del Reino de Aragón, y Pablo Francés de Urritigoiti, barón de Montevilla e infanzón aragonés.
Estudió en las universidades de Zaragoza y Salamanca, donde obtuvo su bachillerato, licenciatura y doctorado en Cánones. Posteriormente fue rector de la Universidad de Zaragoza.
Se decidió por la carrera eclesiástica, comenzando como canónigo de la Catedral de Tarazona, pasando poco después a deán. En 1632 pasó a ser vicario general y arcediano de Calatayud. Continuó su carrera como arcipreste de Daroca, siendo nombrado el 16 de diciembre de 1640. Luego pasó a ser arcipreste de la Catedral de Zaragoza y en 1649 fue nombrado canciller de competencias de Argón. En 1651 era elegido diputado del reino de Aragón. También fue el encargado del Hospital General de Zaragoza y juez sinodal del arzobispado de Zaragoza.
Su primer cargo de obispo fue en Barbastro, donde tomó posesión del cargo el 8 de junio de 1656. El mismo año de su nombramiento celebró un sínodo de la diócesis y fundó un monasterio de capuchinas. Permaneció diecisiete años en el cargo, hasta que fue presentado al obispado de Teruel el 30 de enero de 1673, de la que parece que no tomó posesión. Unos meses más tarde, el 25 de septiembre de 1673, fue presentado para la silla de Tarazona, cargo del que tomó posesión el 24 de noviembre de 1673.
Falleció en el cargo en Tarazona el 7 de abril de 1682, siendo enterrado en la iglesia del convento de San Lázaro, en Zaragoza.

## Obra
Como escritor fue autor de diversas obras:
- Forum conscientiae siue Pastorale internum [...] per [...] D. Didacum Antonium Frances de Urrutigoyti, Archipresbyterum Daroca (Zaragoza, 1651)
- Consulta hecha a instancia de algunas Comunidades, y personas eclesiasticas, que cobran diezmos en la presente ciudad de Çaragoça (Zaragoza, 12 de marzo de 1653)
- Pastorale regularium [...] per D. D. Dicacum Antonium Francés de Urrutigoiti (Lyon, 1655)
- Constituciones synodales del obispado de Barbastro hechas por don Diego Antonio Frances de Vrrutigoyti su obispo [...], en la synodo que celebro en su palacio episcopal desde los 20 de octubre del año 1656 (Zaragoza, 1656)
- Tractatus de intrusione (Lyon, 1660)
- Tractatus de competentiis iurisdictionis inter curiam ecclesiasticam et secularem et de officio cancellarii regnorum Coronae Aragonum (Lyon, 1667)
- In causa tirasonen. Decimar: Christi nomine invocato